# Stigmochelys pardalis
La tortuga leopardo (Stigmochelys pardalis) es una especie de tortuga criptodira de la familia Testudinidae y único miembro del género Stigmochelys. De gran tamaño, habita en la sabana de África, desde Sudán hasta Sudáfrica. Este quelonio es una tortuga de pasto que vive en zonas semiáridas, en pastizales, aunque algunas tortugas leopardo se han encontrado en las zonas más lluviosas.

## Distribución
Esta es la tortuga de mayor distribución en África del Sur. Tiene una amplia distribución en el África subsahariana, incluyendo localidades registradas en el sur de Sudán, Etiopía, África Oriental (incluyendo Natal), Zambia, Botsuana, Namibia, Angola y África del Suroeste. S. pardalis es la cuarta especie más grande de tortuga después de la tortuga de espolones africana (Centrochelys sulcata), la tortuga de las Galápagos (Chelonoidis nigra) y la tortuga gigante de Aldabra (Aldabrachelys gigantea).

## Taxonomía y etología
Su nombre específico pardalis es de la palabra pardus, que significa "leopardo" y se refiere a las manchas leopardas del caparazón de la tortuga. Su localidad tipo es «Promont. Bonae Spei» (Cabo de Buena Esperanza, Sudáfrica).
La tortuga leopardo tiene dos subespecies reconocidas:
- Geochelone pardalis pardalis (Bell, 1828)

La menos común, tanto en cautividad como en la naturaleza, se localiza principalmente en el sur de África, en una pequeña zona que comprende el oeste de Sudáfrica y el sur de Namibia. Se caracteriza por un tono más oscuro (más negro que la presencia de amarillo). Los machos de esta subespecie son dimensionalmente más grandes que las hembras, y en general es la subespecie de mayor tamaño. 
- Geochelone pardalis babcocki (Loveridge, 1935)

La más común, se distribuye por una extensa zona que va desde Etiopía hasta Sudáfrica. Las principales diferencias son la mayor presencia de amarillo que de negro, un menor tamaño en general (aparte de las gigantes de Etiopía y Somalia), y el tamaño de los machos, más pequeños que las hembras. Además las adultas de esta subespecie tienen el espaldar más convexo. Las crías de ambas subespecies pueden diferenciarse por el color de la aréola, en la G. p. babcocki las manchas negras de las placas centrales están sobre la línea mediana mientras que en la G. p. pardalis son más laterales. 

## Morfología
La tortuga leopardo es la cuarta especie de tortuga más grande del mundo y la segunda más grande de África después de Geochelone sulcata, los adultos pueden llegar a los 60 cm. Los ejemplares de gran tamaño pueden llegar a los 70 cm de largo, en las tortugas leopardo gigantes de Etiopía y Somalia pueden llegar a los 100 cm en casos excepcionales. El tamaño promedio de los adultos es de 35-40 cm con un peso promedio de 13-18 kg, aunque algunos ejemplares pueden llegar a alcanzar y medir 50-60 cm y llegar a un peso de 40 kg.
Es una tortuga grande y muy atractiva. El caparazón es alto y abovedado, y la pirámide escudo en forma de s no es infrecuente. El color de la piel y el fondo es de color crema a amarillo, y el caparazón está marcado con manchas negras, manchas e incluso guiones o rayas. Cada tortuga leopardo está marcada de forma exclusiva. Se caracteriza por un color predominantemente amarillo con manchas irregulares de color negro en todo el caparazón, pero algunos ejemplares pueden mostrar una mayor falta de negro que lo hace aún más especial. El plastrón es ligero, con características más oscuras. El caparazón tiene una forma piramidal. La piel de las patas y la cabeza es clara.

## Dimorfismo sexual
No hay muchas diferencias entre el macho y la hembra. En S. p. babcocki el macho es más pequeño, mientras que en la S. p. pardalis es más grande. Además en los machos las placas anales del plastrón forman un ángulo más amplio. El plastrón de las hembras y de los ejemplares jóvenes y subadultos es plano.

## Reproducción
Es un animal de muy larga vida, la tortuga leopardo no alcanza la madurez sexual hasta que se encuentra entre las edades de 12 y 15 años. Las tortugas leopardo en cautividad, sin embargo, crecen más rápido y pueden madurar con tan solo seis años de edad. 
La tortuga leopardo macho persigue a la hembra y le golpea en el caparazón para que se quede quieta. Durante el apareamiento, el macho emite fuertes vocalizaciones. Después del apareamiento la hembra pone una puesta compuesta por entre cinco y 30 huevos, aunque la media son entre ocho y diez. La tortuga leopardo de Sudáfrica (S. p. pardalis) es mucho más difícil de reproducir en cautividad que la tortuga leopardo común, S. p. babcocki. En la incubadora la temperatura debe ser mantenida entre los 28 °C y los 30 °C, con una humedad del 80% y un sustrato ligeramente húmedo. El tiempo de eclosión oscila entre 130 y 180 días. Llegado el día de la eclosión, a menudo apresurada por un día de lluvia, la cría de tortuga rompe el huevo mediante un tubérculo córneo situado entre las narinas externas y el maxilar superior que desaparece tras unos días. La eclosión dura cuarenta y ocho horas, un periodo durante el cual el saco vitelino es absorbido totalmente.

## Alimentación

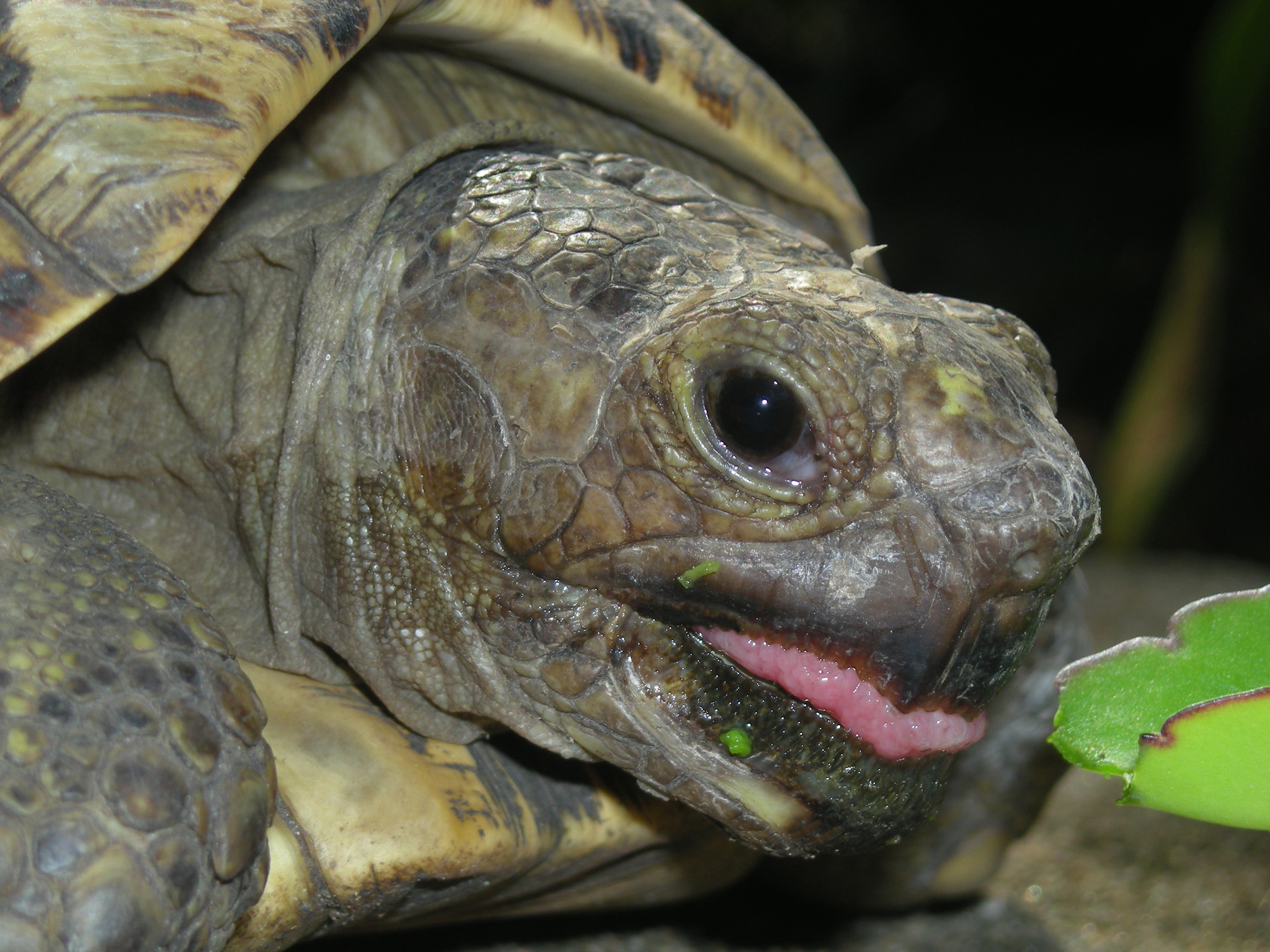
Cabeza de la tortuga leopardo.

La tortuga leopardo es una especie exclusivamente herbívora adaptada en ambientes áridos. Necesita una dieta con un elevado contenido en fibra y con altos niveles de calcio, a base de hierbas del campo, como diente de león, llantén, tréboles y alfalfa, pero sobre todo también las plantas espinosas de hierbas secas. Su dieta es principalmente heno, unas pocas verduras frescas, hierbas, ensalada mixta de campo, achicoria, la endibia, alfalfa, flores de hibisco, trébol, tomates, repollo, brócoli remolacha, canónigos, berros, y tubérculos en general. La falta de fibra da lugar a problemas como la diarrea y la deshidratación, pérdida de peso, colapso del intestino, una mayor susceptibilidad a los parásitos intestinales y flagelados.
También será recomendable que se les añada calcio a su alimento, para fortalecer sus huesos y su caparazón. Se deberá también tener en cuenta que necesitan tener a mano un cuenco con agua fresca. No debe tener más de 5 o 10 cm de profundidad, y el agua será renovada a diario.
Altas dosis de proteínas o de fósforo junto con una exigua ingestión de calcio provocan deformaciones permanentes de la espaldar y daños en los órganos. Un síntoma evidente de mala alimentación es un espaldar con las escamas puntiagudas y estriadas en las suturas, un fenómeno conocido como piramidalización. En cambio, un espaldar liso y de forma ovalada indica una alimentación correcta.
A las tortugas leopardo en cautividad se les debe permitir pastar en zonas con hierbas o césped. Su dieta consiste principalmente de pastos, de todo tipo de hierbas. Su dieta debe estar llena de fibra y se les debe dar un suplemento de calcio. La dieta puede ser complementada con las verduras de hoja verde como la col, la col rizada y hojas de nabo. Hojas de parra, en su caso, son muy nutritivas y una buena adición a la dieta. También pueden ser alimentados con alfalfa fresca y seca, pero solo en pequeñas cantidades, ya que es muy alta en proteína. La proteína animal es muy nociva, y la fruta no debe darse, ya que contiene demasiado azúcar y poco calcio, y les produce diarrea y multiplicación de parásitos internos. Las palas de chumbera y los higos chumbos aportan gran cantidad de fibra y calcio, por lo que son ideales para la tortuga leopardo.

## Etología

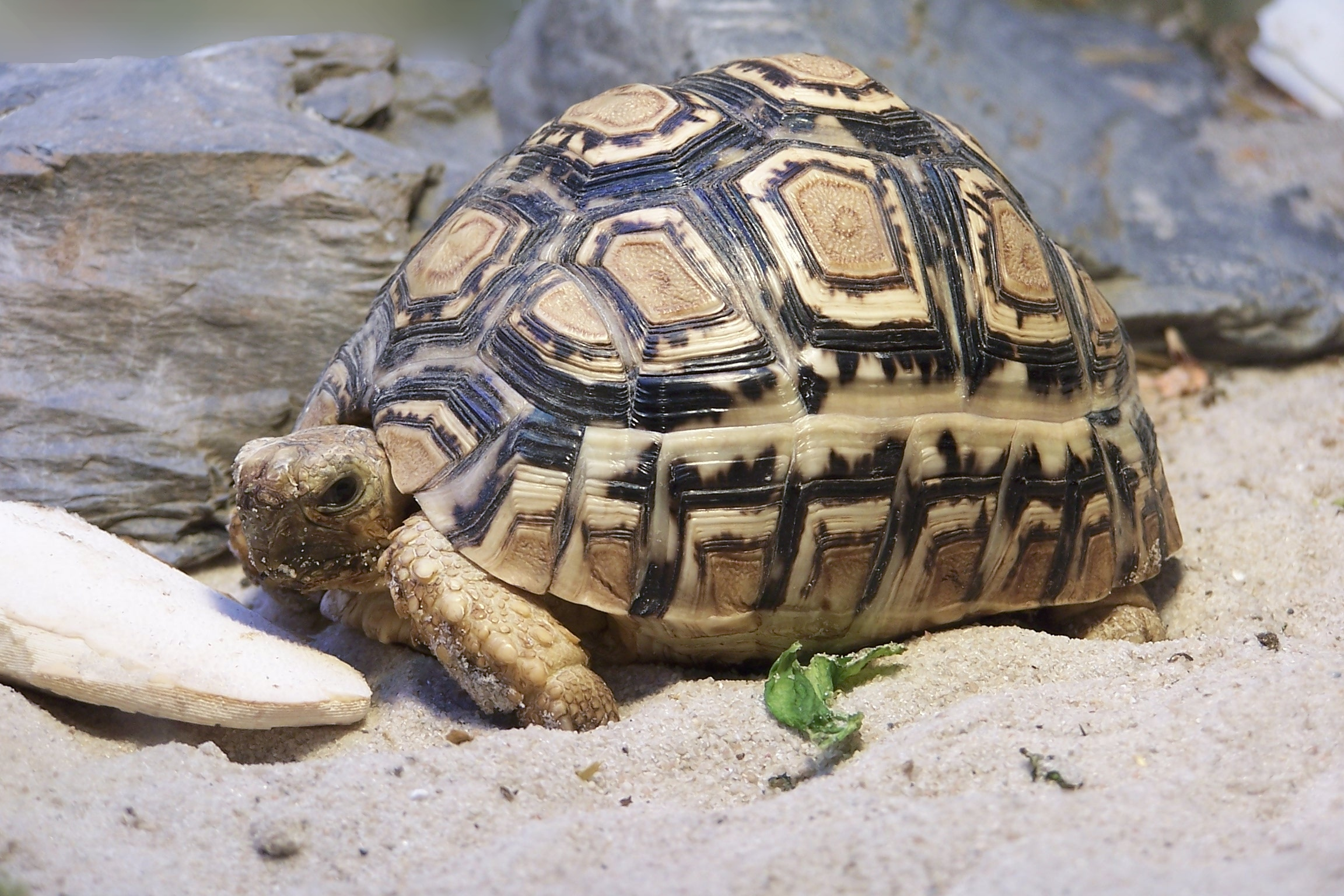
Ejemplar de 3 años.

Las tortugas leopardo son herbívoras, son más defensivas que ofensivas, retraen las patas y la cabeza en su caparazón para protegerse. Esto a menudo resulta en un sonido sibilante, probablemente debido a la compresión de aire de los pulmones cuando las extremidades y la cabeza se retraen. Cuando el clima es muy caluroso o muy frío se esconde en madrigueras abandonadas de zorro, chacal, de osos hormigueros o de otros animales. Las tortugas leopardo no hibernan y no cavan aparte de hacer los nidos en los que poner los huevos. No es sorprendente, dada su propensión a los pastizales, ya que pastan en zonas de hierbas altas. También favorecen la fruta y yemas de los cactus (Opuntia sp.), plantas suculentas y cardos. Por lo general, tienen una larga vida de 100 años. Es una especie muy fuerte y resistente que pasa la mayor parte de su tiempo, exponiéndose a la luz solar, muy saludable para sus funciones metabólicas. Esta especie no hiberna ya que su clima es cálido durante todo el año.
Como la mayoría de las tortugas, puede retraer la cabeza y las patas en su caparazón en defensa propia cuando se ven amenazadas. También como todos los galápagos y las tortugas, su boca es un "pico". Las patas traseras son muy similares a un tronco. Se puede mover muy rápido, y maniobrar en terrenos rocosos con facilidad con que puede subir y también puede aguantar bajo el agua durante 10 minutos, en las estaciones de lluvia de su clima. Los animales más jóvenes tienen una habilidad sorprendente para subir, ya que sus uñas proporcionan un agarre muy seguro en la madera, hormigón, piedra y superficies rugosas.

## Mantenimiento en cautividad

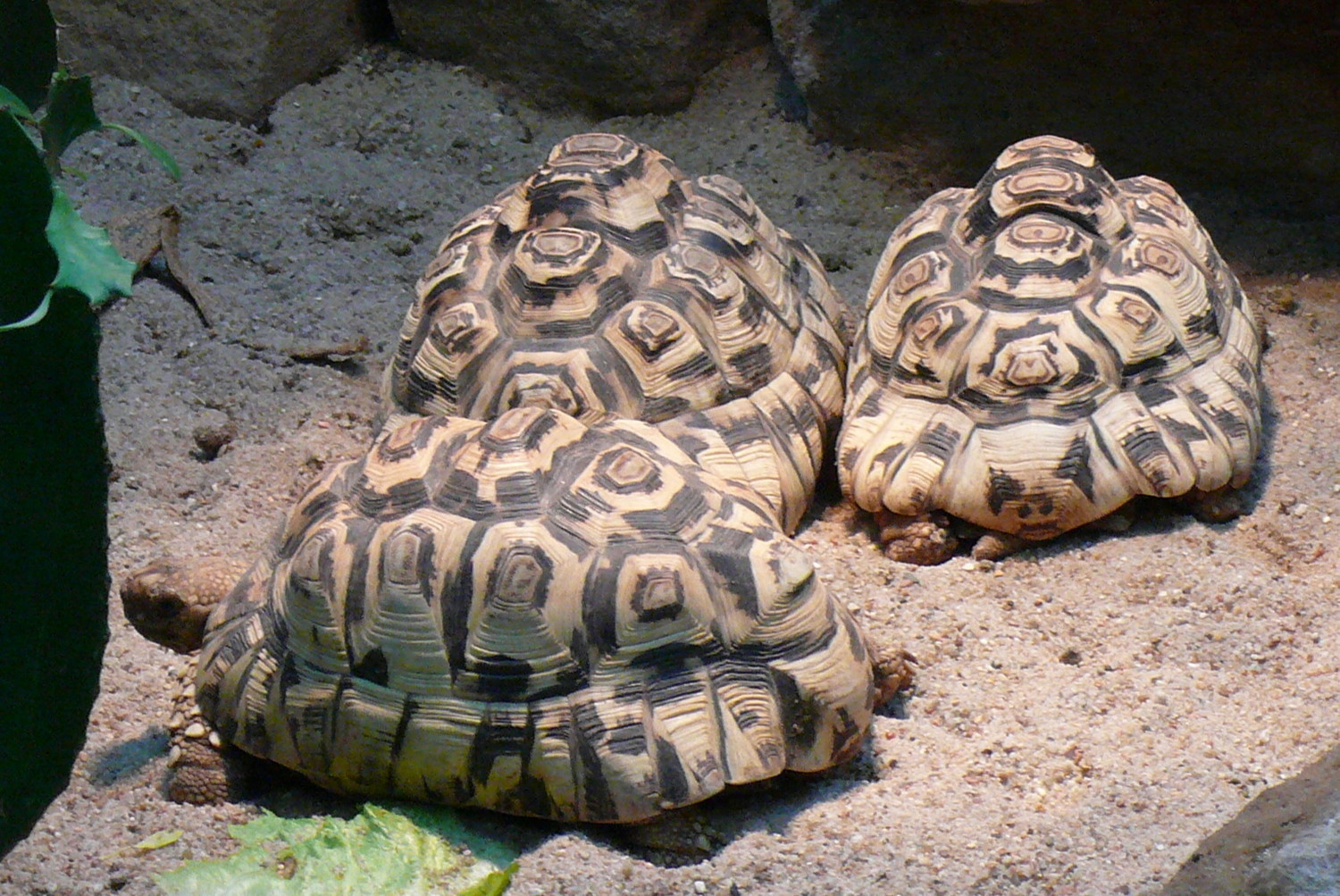
Tortugas leopardo en un terrario.

La reproducción y cría en cautividad de la tortuga leopardo es relativamente fácil. Es una especie fuerte y fácil de criar, necesita grandes cantidades de alimentos y un gran espacio. En nuestras latitudes, en los meses más cálidos, se puede mantener al aire libre en amplios recintos resistentes, por lo general resiste muy bien y sin problemas de abril a octubre. En los meses más fríos necesita amplios recintos interiores con calefacción. Necesita mucha luz directa y calor constante, no tolera el frío ni la humedad.
Necesita una ingesta adecuada de calcio, que absorbe en grandes cantidades debido al rápido crecimiento, y los rayos UVB para prevenir la aparición de osteodistrofia fibrosa. La fuente de UVB es necesario para la transformación de la vitamina D2 y la vitamina D3 y para el metabolismo del calcio. En el terrario hay que disponer de agua para que pueda beber y bañarse, el agua se puede insertar 2-3 veces a la semana para evitar que el contenido de humedad sea demasiado alto. En el terrario hay que disponer diversas lámparas UVB y lamparillas calentadoras, para crear una temperatura que vaya de los 22 °C de la zona más fría a los 31 °C del punto cálido.
Pueden contar con un recipiente poco profundo de agua lo suficientemente grande como para beber, o pueden ser remojadas en agua poco profunda periódicamente cerca de tres veces a la semana para los de edad inferior a un año y una vez a la semana para los adultos. 

## Hábitat

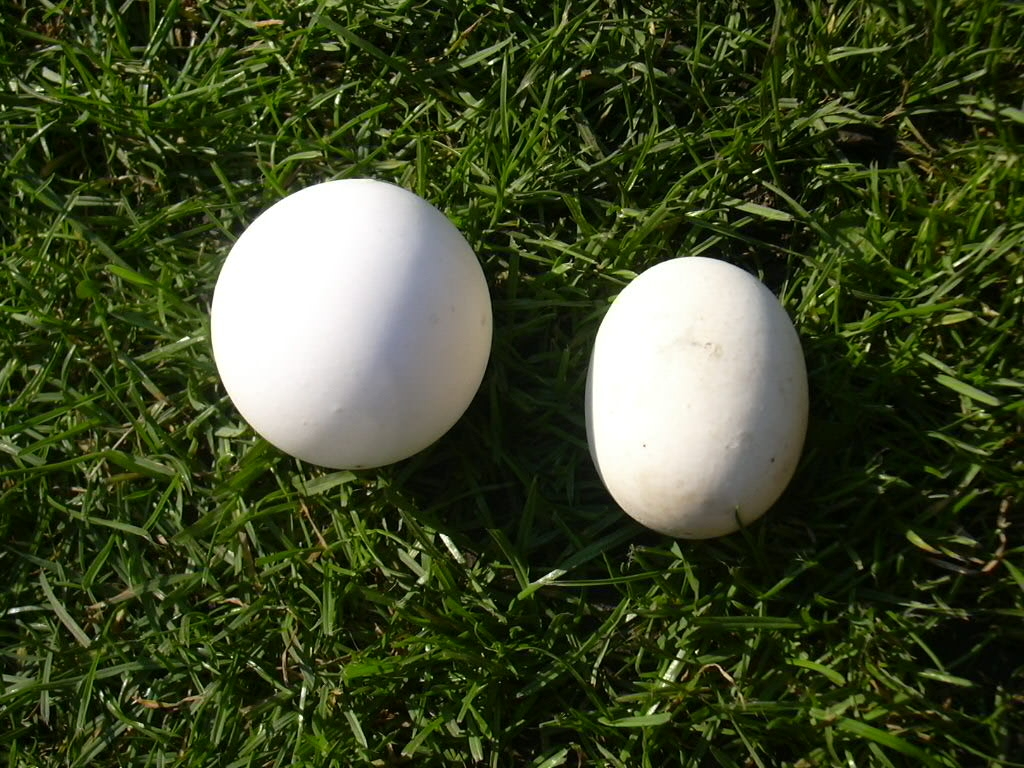
Huevos de tortuga leopardo

El hábitat de la tortuga leopardo es predominantemente el centro-sur de África, sobre todo en las zonas de sabana seca de clima tropical, caracterizado por una temporada lluviosa y una temporada seca, y con calor constante. Ocupa una vasta área que se extiende desde Etiopía a Sudáfrica, pasando por Somalia, Kenia, Tanzania, Zambia, Zimbabue, Angola, Botsuana, Namibia y Mozambique. Viven en altitudes diferentes, desde el nivel del mar hasta las tierras altas a 2500 m. Prefiere el semi-desierto o la sabana, con temperaturas alrededor de 30-32 °C, donde se camufla entre las hierbas altas gracias a la coloración de su caparazón. Gracias a este camuflaje y a su caparazón se defiende de los grandes depredadores como los leones, y se alimenta de las hierbas bajas de la sabana. Durante la estación de lluvias aprovecha los numerosos charcos para beber y bañarse. Se ha observado que durante las inundaciones de la estación lluviosa la tortuga leopardo es capaz de nadar y de aguantar 10 minutos bajo el agua.

## Conservación
Las tortugas leopardo son cada vez más criadas en cautividad. Este es un hecho positivo, ya que debe conducir a una reducción gradual de la demanda de animales capturados en la naturaleza. En la mayoría de los casos de las capturadas en la naturaleza, las tortugas leopardo no solo van cargadas de ácaros y de parásitos internos, también por lo general están muy estresadas y deshidratadas, y puede que no quieran comer. Incluso en las mejores circunstancias, capturadas en la naturaleza, las tortugas leopardo necesitan cuidados veterinarios y se tendrá que dedicar mucho tiempo y dinero en la rehabilitación. En las poblaciones silvestres aún existen poblaciones sanas y abundantes en zonas rurales, parques nacionales y reservas de la naturaleza. Sin embargo la tortuga leopardo es un alimento básico en la dieta de muchos pueblos africanos, y su caparazón es usado como instrumento musical y otras utilidades. En las zonas de importantes poblaciones humanas la tortuga leopardo se considera vulnerable.

## Cultura
Tal vez la popularidad de la tortuga leopardo se debe a que está asociado con la fuerza y la inmortalidad. En muchas culturas, la gente cree que la tortuga poseen cualidades que se asocian con los temas centrales de la fe. El punto de vista chino al animal como un ser venerado, y los nativos americanos creen que la tortuga sostiene el mundo, y que los terremotos son señales de que la tortuga se mueve. Para muchas tribus africanas la tortuga es un animal sagrado y la reencarnación de sus antepasados. Sin embargo es cazada por muchas tribus africanas por la creencia de que poseen cualidades mágicas, por ser un alimento rico, y para usar su caparazón como instrumento musical y otras utilidades. 

## Galería

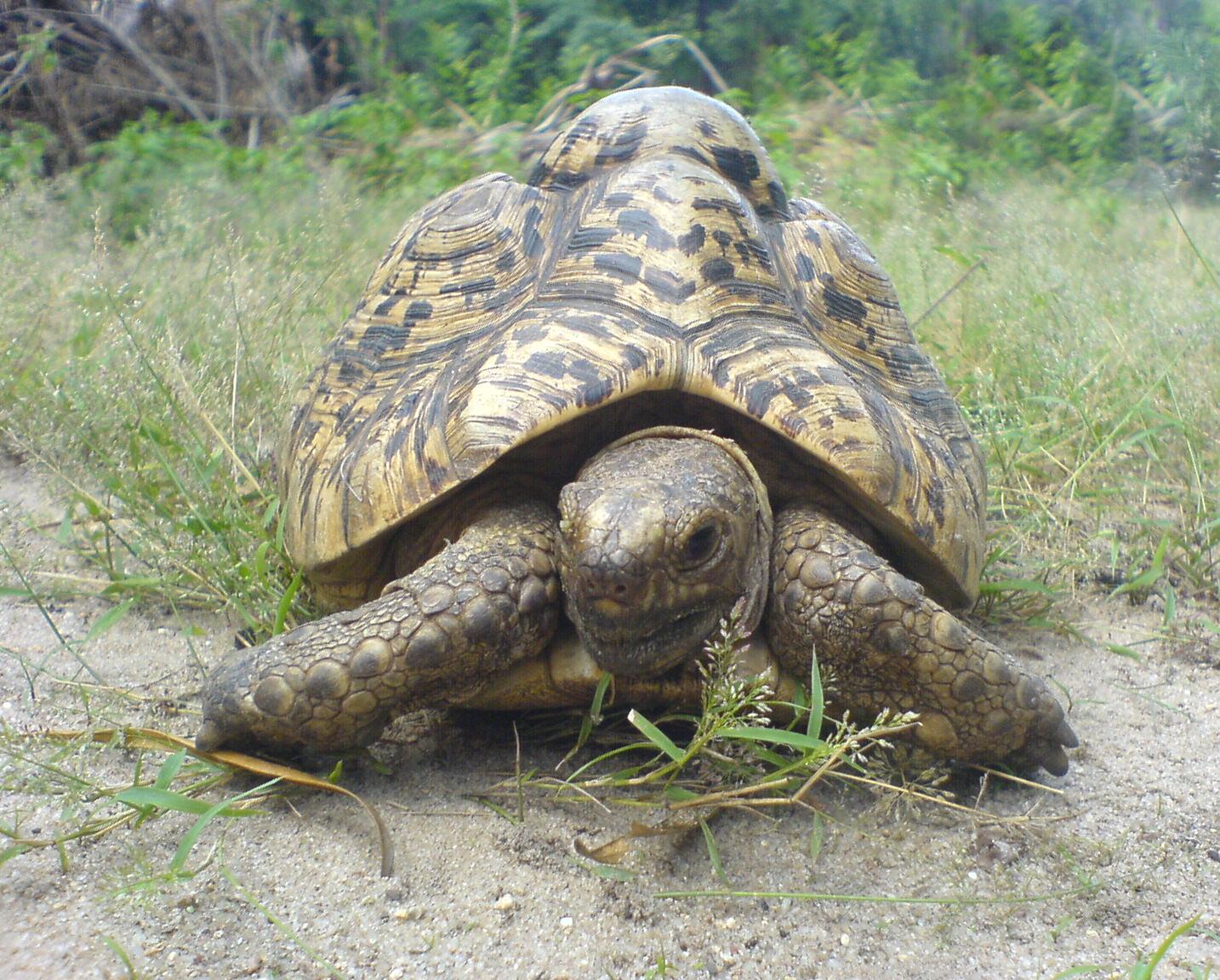
Tortuga leopardo de 20 años de edad.
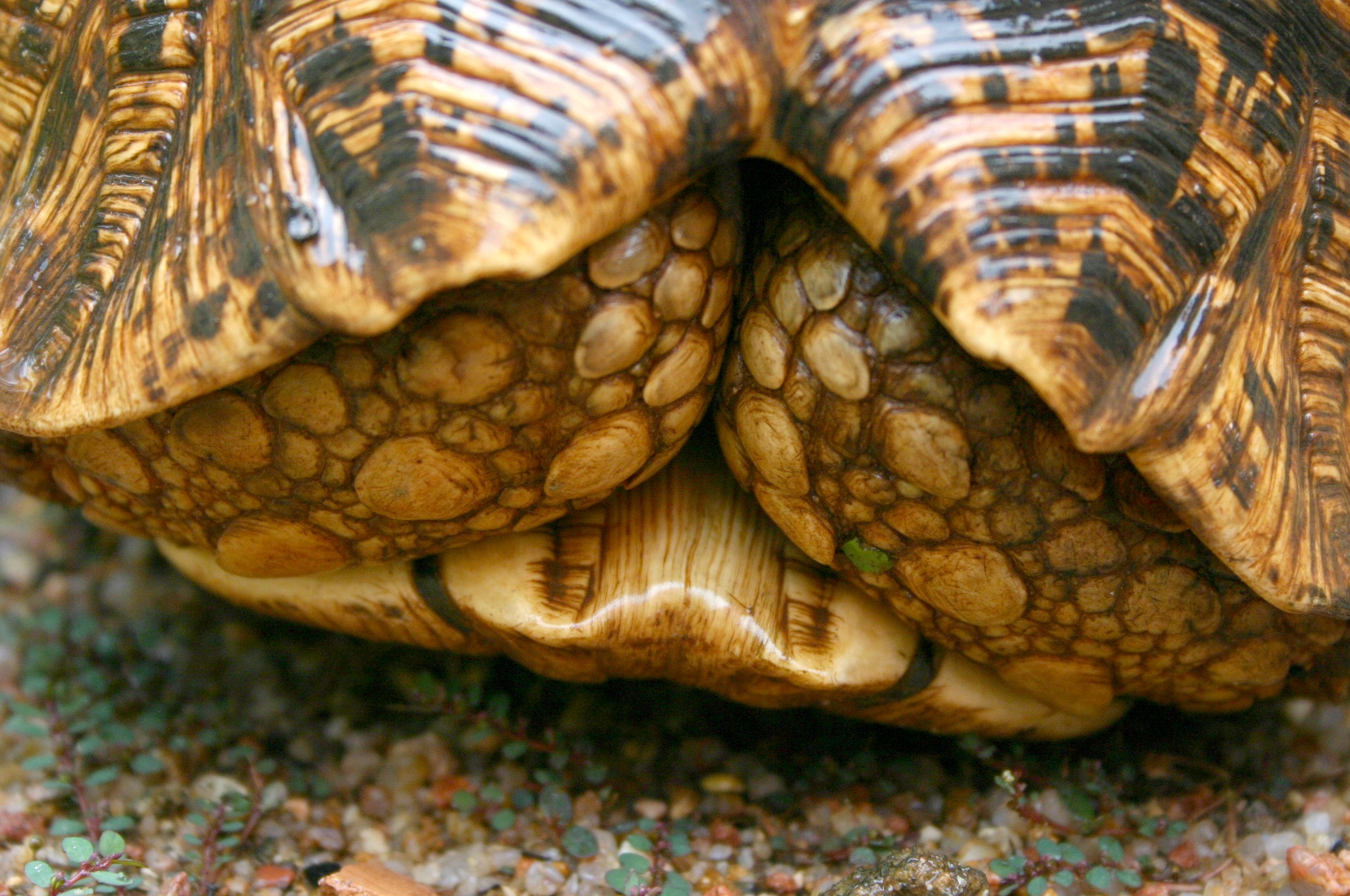
Tortuga leopardo hembra adulta retraída.
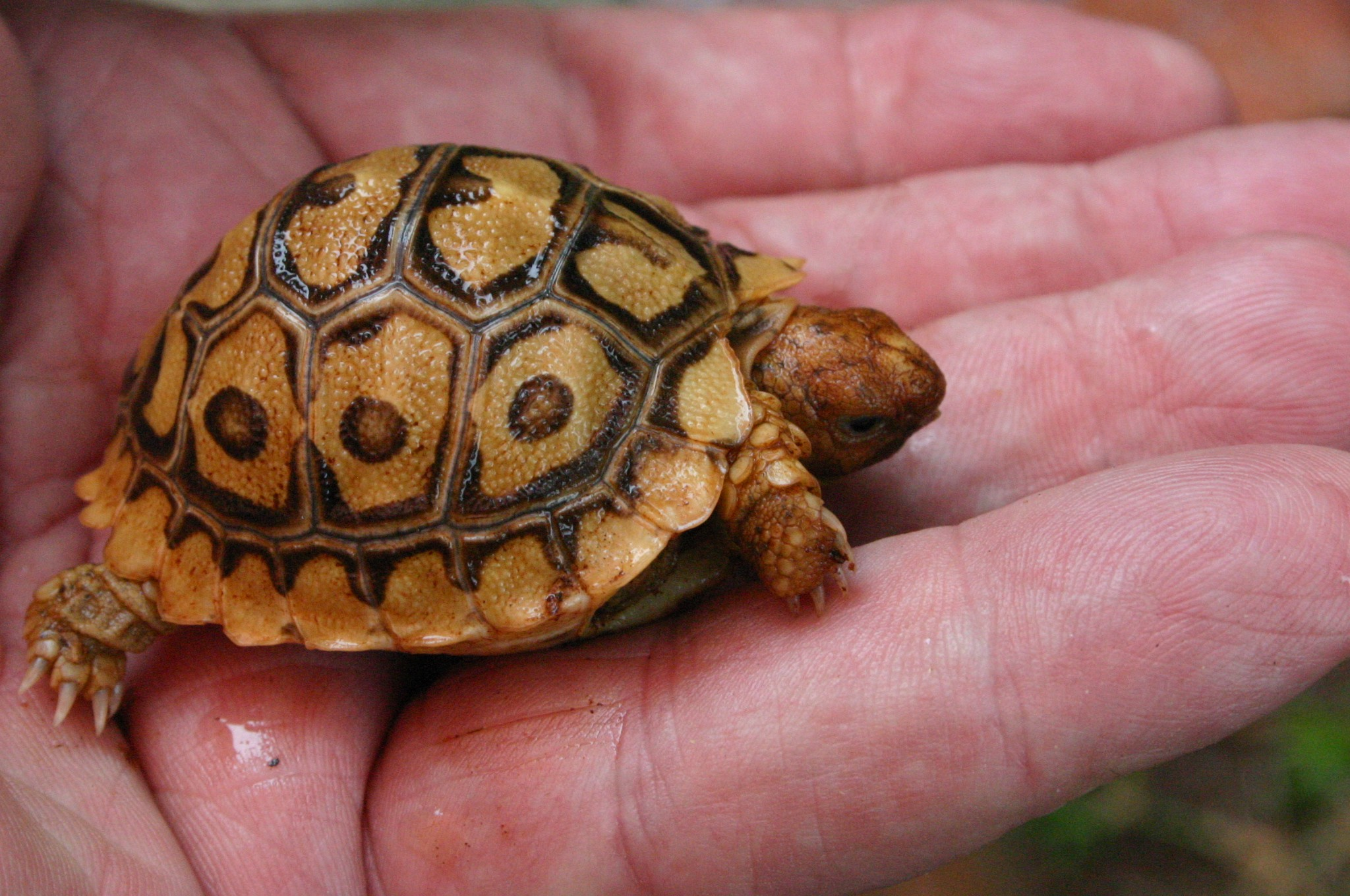
Cría de tortuga leopardo de un mes de edad.